# Magyarbóly
Magyarbóly (niem. Ungarischbohl) – wieś i gmina w południowej części Węgier, w pobliżu miasta Siklós, niedaleko granicy chorwackiej. Administracyjnie Magyarbóly należy do powiatu Siklós, wchodzącego w skład komitatu Baranya i jest jedną z 53 gmin tego powiatu.

## Historia
Okolica była zamieszkana już w czasach starożytnych, czego dowodzą odkryte na tym terenie dzieła rąk ludzkich. Po raz pierwszy nazwa miejscowości Magyarbóly pojawia się w źródłach pisanych w 1287.

## Zabytki
- Kościół ewangelicko-augsburski z 1854, znajduje się tu Ostatnia wieczerza Viktora Madarásza.
- Kościół reformatów.